# Coupe de Tchécoslovaquie féminine de volley-ball
 (signalé en août 2025).
Si vous disposez d'ouvrages ou d'articles de référence ou si vous connaissez des sites web de qualité traitant du thème abordé ici, merci de compléter l'article en donnant les références utiles à sa vérifiabilité et en les liant à la section « Notes et références ».
- Archive Wikiwix
- Bing
- Cairn
- DuckDuckGo
- E. Universalis
- Gallica
- Google
- G. Books
- G. News
- G. Scholar
- Persée
- Qwant
- (zh) Baidu
- (ru) Yandex
- (wd) trouver des œuvres sur Wikidata

 (26 janvier 2022).

## Historique
Depuis la dissolution de la Tchécoslovaquie en 1992, la coupe de Tchécoslovaquie n'est plus organisée. 

## Palmarès

### 1971–1979
| - 1970 — N/A - 1971 — Ruda Hvezda Prague - 1972 — TJ Radhostem - 1973 — Slavoj Tachov - 1974 — Spofa Prague | - 1975 — Ruda Hvezda Prague - 1976 — Slovan Prague - 1977 — Ruda Hvezda Prague - 1978 — Slavie Plzen - 1979 — Slavie Plzen |

### 1980–1989
| - 1980 — Slavie Plzen - 1981 — Jiskra Liberec - 1982 — Slavia Olomouc - 1983 — Slavia Kralove - 1984 — KS Brno | - 1985 — Jiskra Liberec - 1986 — Slavia Kralove - 1987 — Slavia Olomouc - 1988 — TJ Lanskroun - 1989 — TJ Jilemnice |

### 1990–1992
- 1990 — TJ Lanskroun
- 1991 — Lokomotiv Teplice
- 1992 — Sokol Frydek-Mistek